# 李念平
李念平（1963年7月—），男，中华人民共和国外交官，曾任中华人民共和国驻哥伦比亚共和国特命全权大使。

## 生平
1987年，进入中华人民共和国外交部工作，先后在外交部苏联东欧司、驻民主德国大使馆、驻德国大使馆柏林办事处、驻苏黎世总领事馆、外交部西欧司任职，后任驻德国大使馆参赞。2004年，任外交部办公厅参赞兼处长。2006年，任外交部欧洲司副司长。2009年，任驻德国大使馆公使衔参赞，后升任公使。2013年，挂职宁夏回族自治区外事（侨务、港澳事务）办公室主任。2015年12月，出任中华人民共和国驻哥伦比亚大使。2019年8月，自驻哥伦比亚大使离任。

## 家庭
已婚。

## 荣誉

### 外国勋章奖章
- 圣卡洛斯大十字勋章（哥伦比亚，2019年8月8日于波哥大颁发[3]）